# 5175 Ables
5175 Ables è un asteroide della fascia principale. Scoperto nel 1988, presenta un'orbita caratterizzata da un semiasse maggiore pari a 1,9671506 UA e da un'eccentricità di 0,0389131, inclinata di 16,84383° rispetto all'eclittica.
Fa parte del gruppo degli asteroidi Hungaria.